# Володар часу (роман Мітча Елбома)
«Володар часу» — фантастичний роман письменника Мітча Елбома. Випуск видання відбувся 4 вересня 2012. Випуски інших видань були сплановані на інший час.

## Сюжет
В цій книзі розповідається про те, що люди повинні цінувати та раціонально використовуватисвій час. Головний персонаж цієї книги — Дор. Він є винахідником першого годинника. Дор покараний за те, що виміряв час, будучи засланим в печеру на тисячу років. Дор стає Батьком Часу і його завдання — слухати кожного, хто скаржиться на недостачу часу. В даний момент, Дор має шанс спокутувати свою провину і повернути собі свободу. Він повинен допомогти двом абсолютно різним людям: дівчинці-підлітку, яка вирішила відмовитися від життя та бізнесмену похилого віку, який невиліковно хворий і намагається обдурити смерть заради вічного життя.

## Відгуки
Уже в липні 2013 року з'явилися відгуки про книгу «Володар часу». Чотирьом критикам сподобалася книга, а двом — здалася марною тратою часу. Рабі Джейсон Міллер сказав про книгу так: «Час на наших наручних годинниках, на комп'ютерних екранах, на мобільних телефонах і на стінах наших помешкань, проте Мітч Елбом вчить нас що, володар часу — не лише спосіб життя». У відгуку на сайті Publishers Weekly було сказано: «Елбом спритно жонглює кількома сюжетами, щоб створити захопливу історію, яка сподобається як його шанувальникам, так і тим хто вперше взяв цю книгу до своїх рук». «Елбом здобув заслужену репутацію. Адже питання віри, смертності та загробного життя є дуже важливими для читачів.» — повідомляється на сайті Bookreport.com. «У романі „Володар часу“ автор також нагадує людям, що потрібно проводити кожен день з користю для себе та оточуючих». Відгуки Deseret News також були позитивними. «Мітч Елбом … повертається до фантастики в унікальній і новій книзі під назвою "Володар часу"» — йдеться в газеті Deseret News.
Відгук в Entertainment Weekly був негативним. «Кожна коротка глава розбивається підзаголовками, як у начерку, дозволяючи читачам переглянути і без того коротку розповідь ще швидше. Подумайте, скільки цих моментів було збережено!». У Washington Post онлайн було написано про цю книгу так: «„Час — безцінний“. Гарною новиною є те, що читачі зберігають свій дорогоцінний час, навіть не читаючи цей роман».